# Panurginus flavipes
Panurginus flavipes är en biart som beskrevs av Morawitz 1895. Panurginus flavipes ingår i släktet bergsbin, och familjen grävbin. Inga underarter finns listade i Catalogue of Life.